# ラウレアーナ・ディ・ボッレッロ
ラウレアーナ・ディ・ボッレッロ（イタリア語: Laureana di Borrello）は、イタリア共和国カラブリア州レッジョ・カラブリア県にある、人口約5,000人の基礎自治体（コムーネ）。

## 地理

### 位置・広がり

#### 隣接コムーネ
隣接するコムーネは以下の通り。
- カンディードニ
- フェロレート・デッラ・キエーザ
- ガーラトロ
- ロザルノ
- サン・ピエトロ・ディ・カリダ
- セッラータ

## 行政

### 分離集落
ラウレアーナ・ディ・ボッレッロには、以下の分離集落（フラツィオーネ）がある。
- Stelletanone, Bellantone, Sant'Anna

## ギャラリー

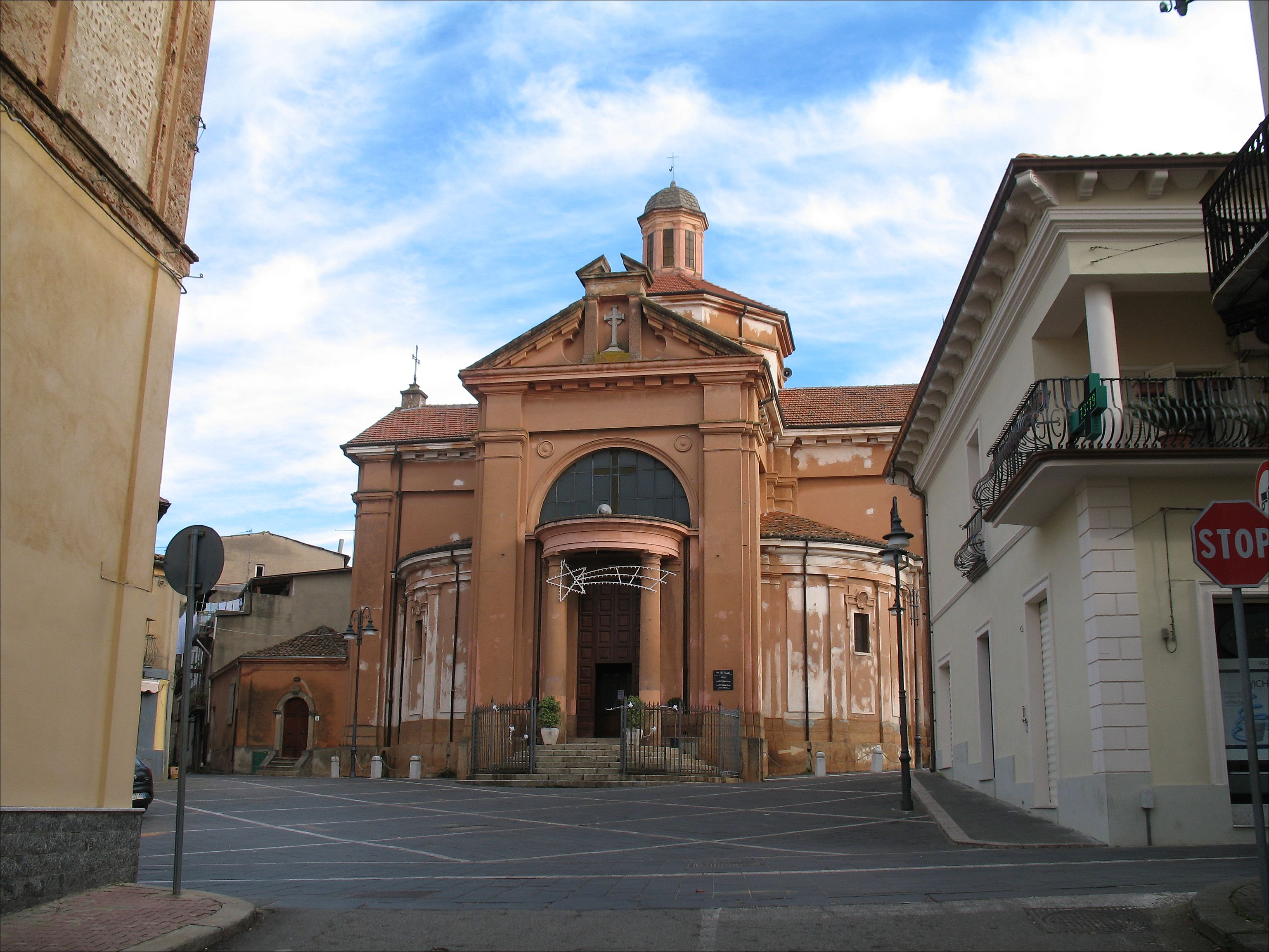
Eglise Madre
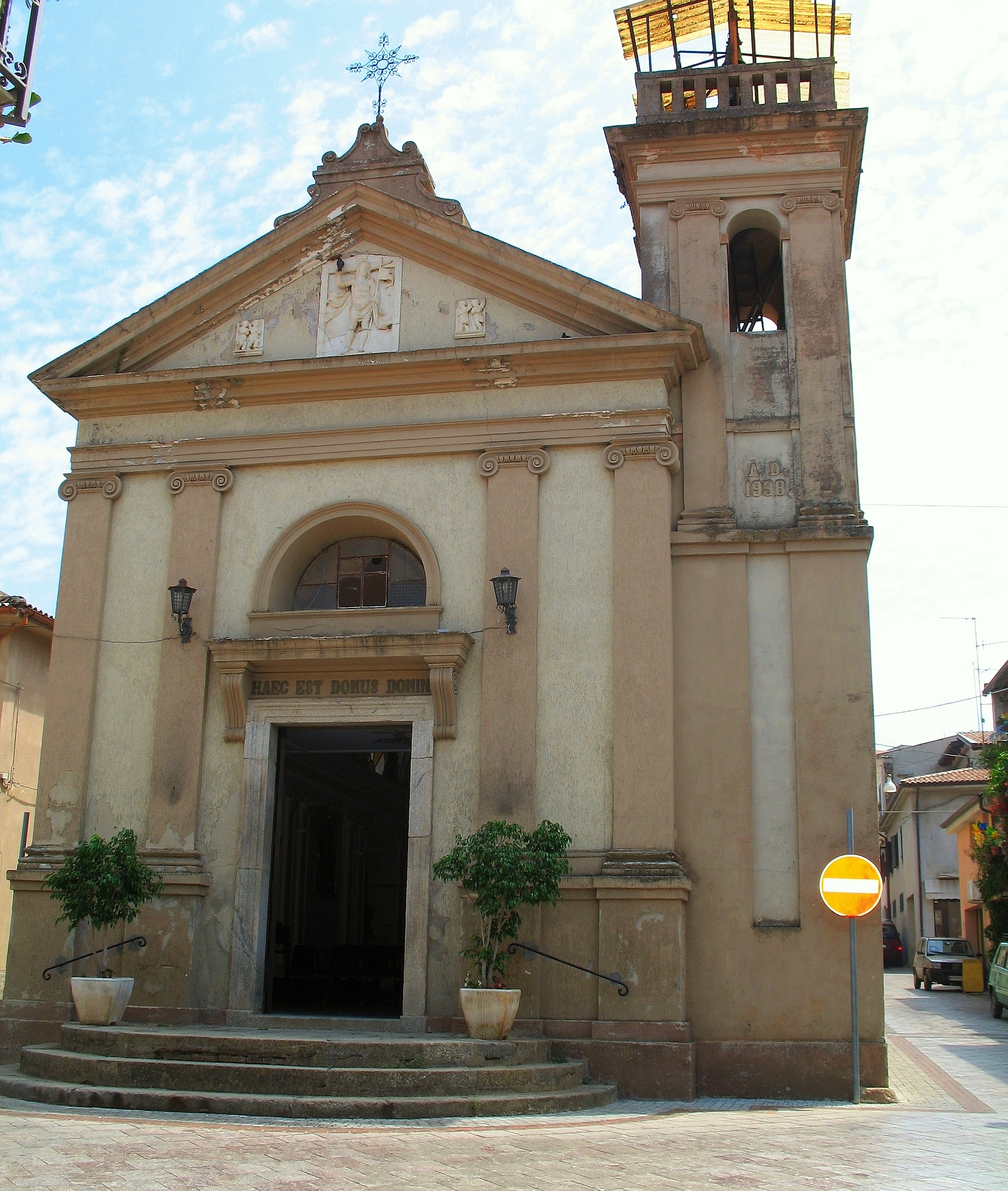
St. Peter Church
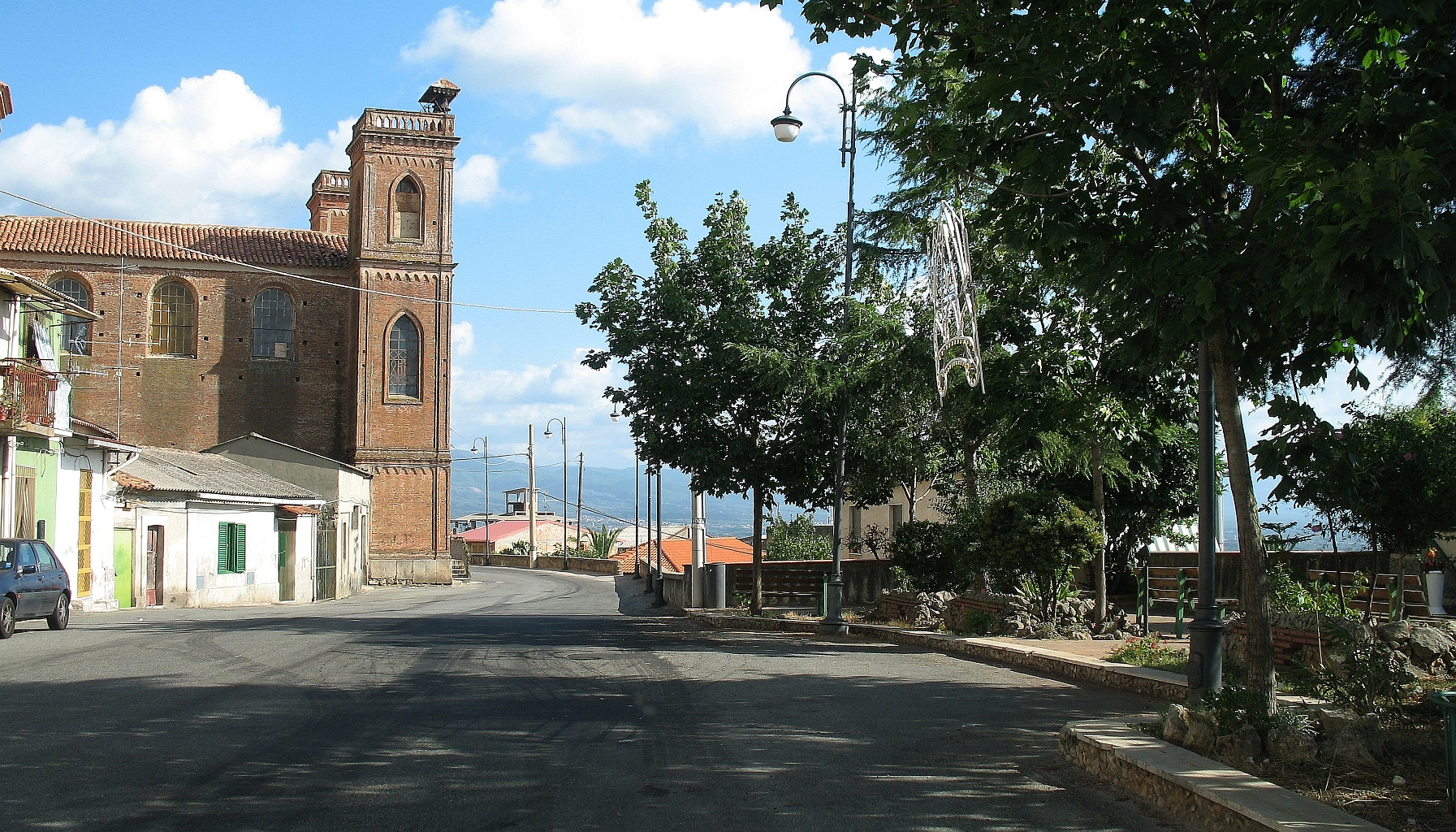
Rue Belvedere - Eglise de S.Antonio
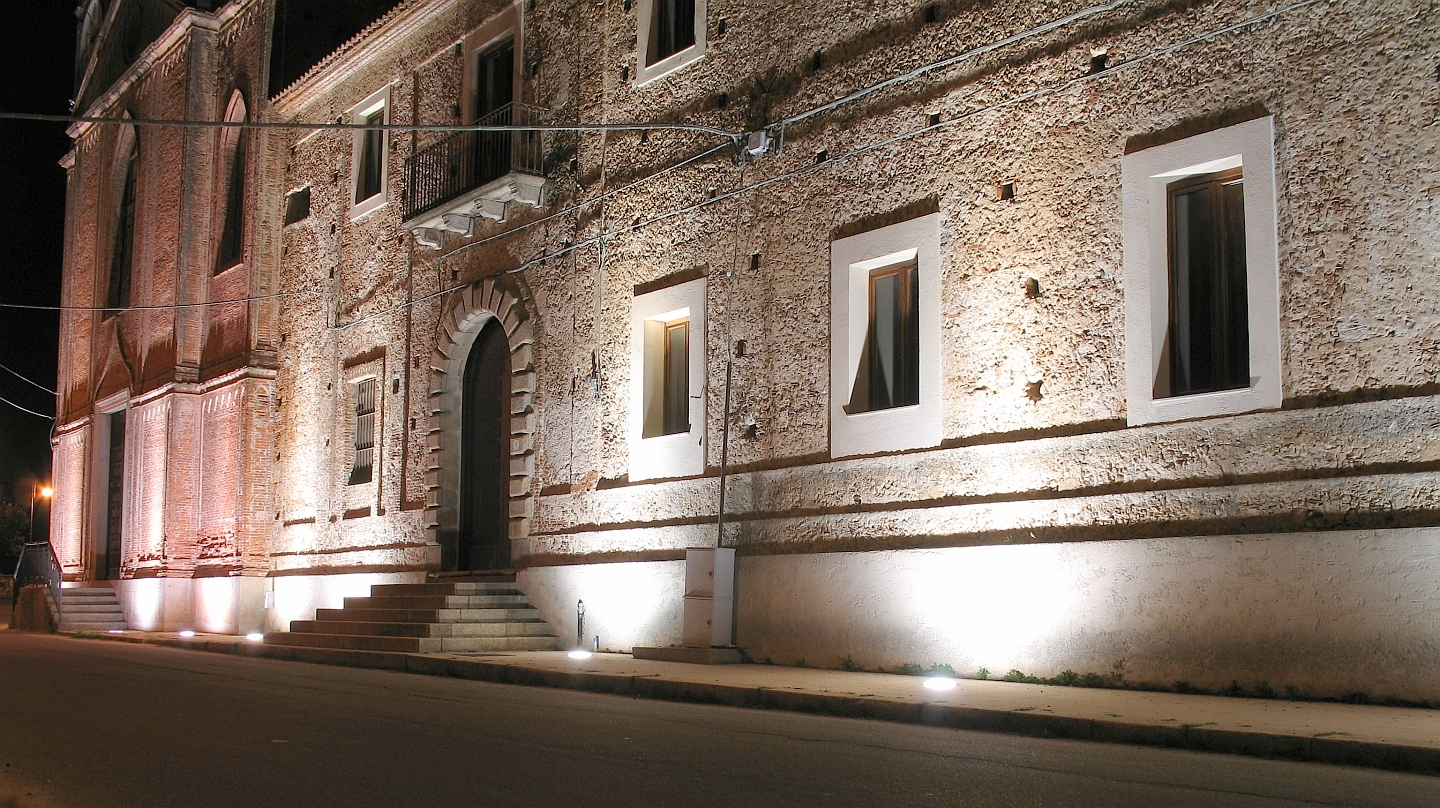
Ex Convento "Lauro"
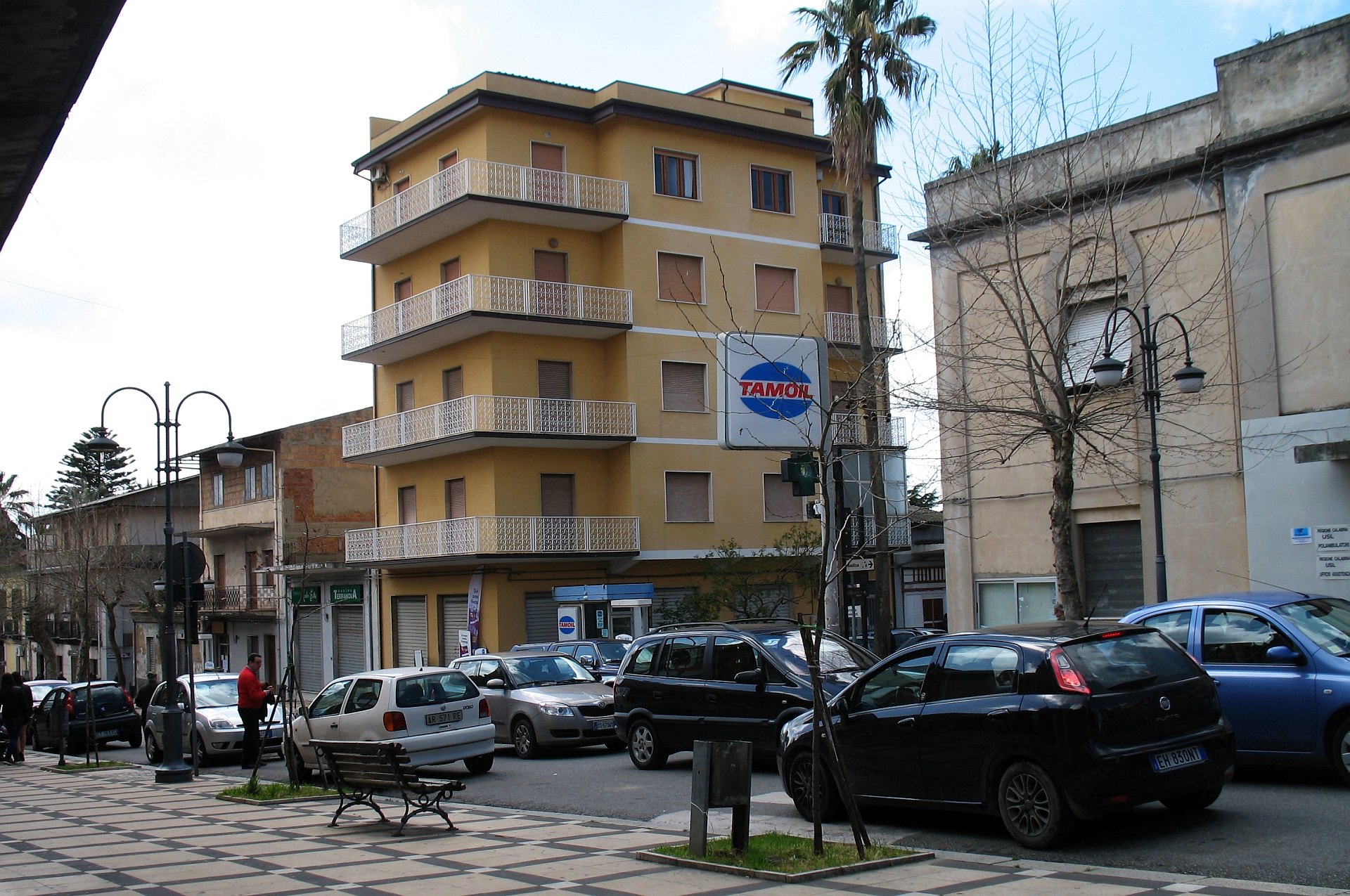
Viale Regina Margherita